# Madepiplema
Madepiplema is een geslacht van vlinders van de familie Uraniavlinders (Uraniidae).

## Soorten
- M. andrefana Boudinot, 1982
- M. zombitsy Boudinot, 1982